# Gino Trematerra
Gino Trematerra (ur. 3 września 1940 w Cosenzy) – włoski polityk, samorządowiec, były senator, poseł do Parlamentu Europejskiego VII kadencji.

## Życiorys
Do czasu przejścia na emeryturę pracował jako menedżer. W 2001 z listy CCD-CDU i w 2006 z listy Unii Chrześcijańskich Demokratów i Centrum był wybierany do Senatu XIV i XV kadencji. W 2008 nie uzyskał reelekcji, dwa lata później został burmistrzem miejscowości Acri. W wyborach w 2009 kandydował do Europarlamentu z ramienia Unii na rzecz Centrum. 1 grudnia 2011 objął dodatkowy mandat poselski, który przypadł Włochom po wejściu w życie traktatu lizbońskiego. Przystąpił do grupy chadeckiej.